# Cleònic
Cleònic (en llatí Cleonicus, en grec antic Κλεόνικος "Kleónikos"), fou un militar etoli, natural de Naupacte, que va ser fet presoner pels aqueus el 217 aC, però com que era un πρόξενος (proxenos) dels aqueus no va ser venut com a esclau com els altres presoners i finalment va ser alliberat sense rescat, segons diu Polibi.
Tot seguit, just abans de ser alliberat, el rei de Macedònia Filip V de Macedònia, que volia fer la pau amb els etolis, el va usar com a mediador amb la Lliga Etòlia. Probablement era el mateix Cleònic que va ser enviat per la Lliga Etòlia juntament amb Clenees, com ambaixador a Esparta per incitar als lacedemonis contra el rei macedoni l'any 211 aC.